# Frank Ténot
Pour les articles homonymes, voir Ténot.
Frank Ténot, né à Mulhouse le 31 octobre 1925 et mort à Neuilly-sur-Seine le 8 janvier 2004, est un responsable de presse, pataphysicien et critique de jazz français. Il dirigea de nombreuses publications au cours de sa longue association avec Daniel Filipacchi.
Il fut à l’origine, avec Filipacchi, du phénomène « Salut les copains » au début des années 1960. Ses activités, toujours liées à la musique jazz, allaient de la radio à l’édition.

## Biographie
Son enfance est connue notamment par l'avant-propos qu'il consacre au journal tenu par son grand-père maternel, Philippe Husser, de 1914 à 1951. Ses parents, « bousculés par leur métier d'enseignant et par leurs loisirs surchargés de réunions amicales et de voyages », le confient fréquemment à lui. Jusqu'à l'âge de treize ans, il vit le plus souvent auprès de lui et déclara : « Enfant, je ne m'étais jamais rendu compte de l'austérité de leurs mœurs puisqu'il y avait des livres et qu'on mangeait à sa faim ». »  Et il rend à son grand-père cet hommage : « Il m'a appris à vivre, à être heureux. »
Il découvre le jazz à Bordeaux où il devient en 1944 président du Hot Club de France. Installé à Paris après la Seconde Guerre mondiale, il est à la fois employé au Commissariat à l'énergie atomique et secrétaire de rédaction à la revue Jazz Hot, aux côtés de Boris Vian avec lequel il découvre la Pataphysique. Dans les années 1950, il travaille au Club français du disque, se lie avec Daniel Filipacchi, alors photographe de presse, et entre avec lui à la revue Jazz Magazine que les deux hommes finiront par racheter. Jusqu'à sa mort, il tient une rubrique régulière dans Jazz Magazine et dans Jazzman.
Ils animent ensuite sur Europe 1 l’émission Pour ceux qui aiment le jazz pendant seize ans, de 1955 à 1971. En 1959 débute l'émission Salut les copains, dont le grand succès auprès de la jeunesse entraîne la publication de la revue du même nom et permet aux deux associés de créer un groupe de presse dont font partie Lui, Pariscope, Union ou Photo. Ils rachètent Paris Match en 1976 avant de s’associer avec Matra et de prendre le contrôle d’Hachette en créant le groupe de presse Hachette-Filipacchi. Vers 1986, Ténot participe à la création de la station Europe 2. En 1999, il est le cofondateur de TSF Jazz avec Jean-François Bizot.
Avec son complice Daniel Filipacchi, il s'est également essayé comme parolier. Ils ont écrit ensemble un texte en adoptant le pseudonyme de Frank Daniel, intitulé Count Basie et chanté par Henri Salvador sur l'air de Lil' Darlin' de Count Basie. Les deux réalisent également la chanson Panne d'essence pour Frankie Jordan en duo avec la débutante Sylvie Vartan, sous le pseudonyme de Dan Frank. Il produit des concerts de Miles Davis, Louis Armstrong ou Sylvie Vartan à l'Olympia.
Il présida une société de gestion, fonda les Éditions du Layeur et fut nommé « Provéditeur » du Collège de ’Pataphysique.
En outre, il fut maire de la commune de Marnay-sur-Seine de 1995 à 2001.
La Fondation Frank Ténot qu’il a créée sous l’égide de la Fondation de France en 1997 a participé au soutien financier du Jardin botanique de Marnay-sur-Seine créé par son ami l’artiste botaniste Didier Rousseau-Navarre. Régine, l’épouse de Frank a été la Présidente de l’association Jardin Botanique de Marnay-sur-Seine jusqu’à son décès en octobre 2019.  
La Fondation Frank Ténot a aussi participé à la création de la résidence d’artiste et centre d'art CAMAC à Marnay-sur-Seine dont l’activité a commencé en 1999 et s’est arrêtée en 2018.

### Écrits
- Dictionnaire du jazz, 1967
- Radios privées, radios pirates, 1977
- Jazz encyclopoche, 1977
- Le Jazz, 1983
- Boris Vian Jazz à Saint-Germain, 1993
- Je voulais en savoir davantage, 1997
- Frankly speaking : chroniques de jazz, de 1944 à 2004, 2002